# Ronde van Spanje 2009

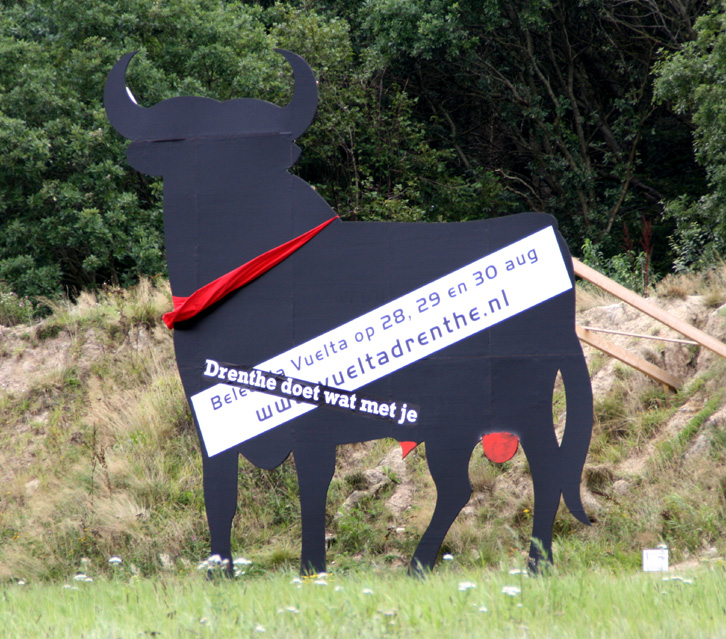
Stier van Osborne bij de rotonde van Gieten

De 64e editie van de Ronde van Spanje ging om 15:30 uur op 29 augustus 2009 van start op het TT-Circuit in de Drentse hoofdplaats Assen (Nederland). De Vuelta eindigde op 20 september 2009 in de Spaanse hoofdstad Madrid. De wedstrijd werd gewonnen door Alejandro Valverde.

## Parcours
Voor het eerst sinds 1997 (toen was op 6 september de Portugese hoofdstad Lissabon de startplaats) startte de Vuelta in het buitenland, nu in Assen, al werd de openingstweedaagse georganiseerd in naam van de provincie Drenthe. Het was de eerste keer dat de Ronde van Spanje Nederland aandeed. In totaal deed de ronde vier landen aan: naast Nederland waren dat Duitsland (in de derde etappe), België (vierde etappe) en Spanje.
Met 60,5 tijdritkilometers, verdeeld over drie individuele tijdritten, en tien etappes in het midden- of hooggebergte, was het routeschema van deze Vuelta op het eerste gezicht op het lijf van een sterke klimmer geschreven, met vijftien nieuwe bergpassages in het parcours. Vijf van de zeven echt zware bergritten eindigden met aankomst bergop, waarvan driemaal op een klim van buitencategorie. Het dak van deze Vuelta was de "Alto de Sierra Nevada", gelegen op 2520 meter. Bovendien kenden de etappes naar Vinaròs, Murcia en Córdoba elk een pittige, steile klim vlak voor de finish. Vooral de "Alto del Catorce por ciento" ("de helling van 14 procent"), 20 kilometer voor de finish van de vijftiende etappe, zou een eventuele massasprint bemoeilijken.
Na de eerste vier etappes, die werden verreden in de Lage Landen, volgde al de eerste rustdag, waarop de renners per vliegtuig naar Spanje trokken. De ronde deed voornamelijk de zuidoostelijke regio's aan. De eerste graadmeters voor het klassement vonden plaats in de stad en regio Valencia, met een individuele tijdrit (30 km) en twee bergetappes. Etappes twaalf tot en met vijftien vonden plaats in Andalusië en vormden een loodzwaar drieluik bergetappes, gevolgd door de rit naar Córdoba. De Vuelta trok hierna noordwaarts naar de regio's Castilië-La Mancha en Castilië en León. De laatste drie etappes vóór de traditionele, vlakke slotrit naar de hoofdstad Madrid werden het derde en laatste belangrijke deel van deze ronde voor het klassement, met nog acht beklimmingen in de twee bergetappes en een tijdrit in en rond Toledo van 25 km.
De totale lengte van de 64e Ronde van Spanje was 3.266,5 km. Er waren 52 beklimmingen, waarvan 3 van de buitencategorie, 10 van de eerste, 16 van de tweede, 19 van de derde en 4 van de vierde categorie. De vier beklimmingen van de vierde categorie - de "Cota de Witteveen", de Cauberg (tweemaal) en de Muur van Theux - lagen alle vier in Nederland en België.

## Startlijst
Op vrijdag 12 juni werd bekendgemaakt dat zestien UCI ProTour 2009 teams en vijf Continentale ploegen waren uitgenodigd om deel te nemen aan de editie van 2009. De beide ProTourteams Fuji-Servetto en Team Katjoesja ontbraken op de uitnodigingslijst, maar Fuji-Servetto werd later geïnviteerd via CAS, het internationaal sporttribunaal, waar de ploeg in hoger beroep was gegaan.
Alberto Contador, de winnaar van de Ronde van Spanje 2008 en van de Ronde van Frankrijk 2009, deed niet mee. De nummer 2 van het eindklassement van de Ronde van Frankrijk 2009, Andy Schleck, behoorde wel tot de deelnemers en werd ook genoemd als een van de favorieten voor de eindzege. Andere favorieten voor het eindklassement waren Cadel Evans, Samuel Sánchez, Igor Antón, Alejandro Valverde, Robert Gesink, Damiano Cunego, Ivan Basso en Aleksandr Vinokoerov.
Deelnemende teams
| AG2R-La Mondiale      | La Française des Jeux  | Rabobank        | Andalucía-CajaSur |
| Astana                | Team Garmin-Slipstream | Silence - Lotto | Cervélo           |
| BBOX Bouygues Télécom | Lampre                 | Team Columbia   | Contentpolis-Ampo |
| Caisse d'Epargne      | Liquigas               | Team Milram     | Vacansoleil       |
| Cofidis               | Quick·Step             | Team Saxo Bank  | Xacobeo-Galicia   |
| Euskaltel-Euskadi     | Fuji-Servetto          |                 |                   |

## Etappe-overzicht
| Datum        | Etappe  | Start-Finish                       | Afstand  | Type                | Winnaar                           | Ploeg                          | klassementsleider  |
| ------------ | ------- | ---------------------------------- | -------- | ------------------- | --------------------------------- | ------------------------------ | ------------------ |
| 29 augustus  | 1       | Assen (TT-Circuit)                 | 4,8 km   | Individuele tijdrit | Fabian Cancellara                 | Team Saxo Bank                 | Fabian Cancellara  |
| 30 augustus  | 2       | Assen – Emmen                      | 203,7 km | Vlakke rit          | Gerald Ciolek                     | Team Milram                    | Fabian Cancellara  |
| 31 augustus  | 3       | Zutphen – Venlo                    | 189,7 km | Vlakke rit          | Greg Henderson                    | Team Columbia                  | Fabian Cancellara  |
| 1 september  | 4       | Venlo – Luik                       | 225,5 km | Vlakke rit          | André Greipel                     | Team Columbia                  | Fabian Cancellara  |
| 2 september  | Rustdag | Rustdag                            | Rustdag  | Rustdag             | Rustdag                           | Rustdag                        | Rustdag            |
| 3 september  | 5       | Tarragona – Vinaròs                | 174,0 km | Vlakke rit          | André Greipel                     | Team Columbia                  | André Greipel      |
| 4 september  | 6       | Xàtiva – Xàtiva                    | 176,8 km | Vlakke rit          | Borut Božič                       | Vacansoleil                    | André Greipel      |
| 5 september  | 7       | Valencia - Valencia                | 30,0 km  | Individuele tijdrit | Fabian Cancellara                 | Team Saxo Bank                 | Fabian Cancellara  |
| 6 september  | 8       | Alzira - Alto de Aitana            | 204,7 km | Bergrit             | Damiano Cunego                    | Lampre                         | Cadel Evans        |
| 7 september  | 9       | Alcoy - Xorret de Catí             | 188,8 km | Bergrit             | Gustavo César Veloso              | Xacobeo-Galicia                | Alejandro Valverde |
| 8 september  | 10      | Alicante - Murcia                  | 171,2 km | Vlakke rit          | Simon Gerrans                     | Cervélo                        | Alejandro Valverde |
| 9 september  | 11      | Murcia - Caravaca de la Cruz       | 200,0 km | Vlakke rit          | Tyler Farrar                      | Team Garmin                    | Alejandro Valverde |
| 10 september | Rustdag | Rustdag                            | Rustdag  | Rustdag             | Rustdag                           | Rustdag                        | Rustdag            |
| 11 september | 12      | Almería - Alto de Velefique        | 179,3 km | Bergrit             | Ryder Hesjedal                    | Team Garmin                    | Alejandro Valverde |
| 12 september | 13      | Berja - Sierra Nevada              | 172,4 km | Bergrit             | David Moncoutié                   | Cofidis                        | Alejandro Valverde |
| 13 september | 14      | Granada - La Pandera               | 157,0 km | Bergrit             | Damiano Cunego                    | Lampre                         | Alejandro Valverde |
| 14 september | 15      | Jaén - Córdoba                     | 167,7 km | Bergrit             | Lars Boom                         | Rabobank                       | Alejandro Valverde |
| 15 september | 16      | Córdoba - Puertollano              | 170,3 km | Vlakke rit          | André Greipel                     | Team Columbia                  | Alejandro Valverde |
| 16 september | 17      | Ciudad Real - Talavera de la Reina | 165,0 km | Vlakke rit          | Anthony Roux                      | Française des Jeux             | Alejandro Valverde |
| 17 september | 18      | Talavera de la Reina - Ávila       | 165,0 km | Bergrit             | Philip Deignan                    | Cervélo                        | Alejandro Valverde |
| 18 september | 19      | Ávila - La Granja de San Ildefonso | 179,8 km | Bergrit             | Juan José Cobo Alejandro Valverde | Fuji-Servetto Caisse d'Epargne | Alejandro Valverde |
| 19 september | 20      | Toledo - Toledo                    | 27,8 km  | Individuele tijdrit | David Millar                      | Team Garmin                    | Alejandro Valverde |
| 20 september | 21      | Rivas-Vaciamadrid - Madrid         | 110,2 km | Vlakke rit          | André Greipel                     | Team Columbia                  | Alejandro Valverde |

## Klassementsleiders na elke etappe
| Etappe | Gouden trui Alg. klassement | Groene trui Puntenklassement | Rode trui Bergklassement | Witte trui Combiklassement | Ploegenklassement      |
| 1      | Fabian Cancellara           | Fabian Cancellara            | niet uitgereikt          | Fabian Cancellara          | Liquigas               |
| 2      | Fabian Cancellara           | Tom Boonen                   | Tom Leezer               | Fabian Cancellara          | Liquigas               |
| 3      | Fabian Cancellara           | Tom Boonen                   | Tom Leezer               | Fabian Cancellara          | Liquigas               |
| 4      | Fabian Cancellara           | André Greipel                | Lars Boom                | Dominik Roels              | Liquigas               |
| 5      | André Greipel               | André Greipel                | Aitor Hernández          | Serafín Martínez           | Liquigas               |
| 6      | André Greipel               | André Greipel                | José Antonio Lopez       | Serafín Martínez           | Liquigas               |
| 7      | Fabian Cancellara           | André Greipel                | José Antonio Lopez       | Dominik Roels              | Team Garmin-Slipstream |
| 8      | Cadel Evans                 | André Greipel                | David Moncoutié          | Cadel Evans                | Caisse d'Epargne       |
| 9      | Alejandro Valverde          | André Greipel                | David Moncoutié          | Cadel Evans                | Caisse d'Epargne       |
| 10     | Alejandro Valverde          | André Greipel                | David de la Fuente       | Cadel Evans                | Caisse d'Epargne       |
| 11     | Alejandro Valverde          | André Greipel                | David Moncoutié          | Cadel Evans                | Caisse d'Epargne       |
| 12     | Alejandro Valverde          | André Greipel                | David Moncoutié          | Alejandro Valverde         | Caisse d'Epargne       |
| 13     | Alejandro Valverde          | André Greipel                | David Moncoutié          | Alejandro Valverde         | Caisse d'Epargne       |
| 14     | Alejandro Valverde          | Alejandro Valverde           | David Moncoutié          | Alejandro Valverde         | Caisse d'Epargne       |
| 15     | Alejandro Valverde          | Alejandro Valverde           | David Moncoutié          | Alejandro Valverde         | Xacobeo-Galicia        |
| 16     | Alejandro Valverde          | André Greipel                | David Moncoutié          | Alejandro Valverde         | Xacobeo-Galicia        |
| 17     | Alejandro Valverde          | André Greipel                | David Moncoutié          | Alejandro Valverde         | Xacobeo-Galicia        |
| 18     | Alejandro Valverde          | André Greipel                | David Moncoutié          | Alejandro Valverde         | Xacobeo-Galicia        |
| 19     | Alejandro Valverde          | André Greipel                | David Moncoutié          | Alejandro Valverde         | Xacobeo-Galicia        |
| 20     | Alejandro Valverde          | André Greipel                | David Moncoutié          | Alejandro Valverde         | Xacobeo-Galicia        |
| 21     | Alejandro Valverde          | André Greipel                | David Moncoutié          | Alejandro Valverde         | Xacobeo-Galicia        |

## Eindklassementen

### Algemeen klassement
| Plaats      | Naam               | Ploeg             | Tijd     |
| ----------- | ------------------ | ----------------- | -------- |
| Gouden trui | Alejandro Valverde | Caisse d'Epargne  | 87u22'37 |
| 2           | Samuel Sánchez     | Euskaltel-Euskadi | + 0'55"  |
| 3           | Cadel Evans        | Silence-Lotto     | + 1'32"  |
| 4           | Ivan Basso         | Liquigas          | + 2'12"  |
| 5           | Ezequiel Mosquera  | Xacobeo-Galicia   | + 4'27"  |
| 6           | Robert Gesink      | Rabobank          | + 6'40"  |
| 7           | Joaquim Rodríguez  | Caisse d'Epargne  | + 9'08"  |
| 8           | Paolo Tiralongo    | Lampre            | + 9'11"  |
| 9           | Philip Deignan     | Cervélo           | + 11'08" |
| 10          | Juan José Cobo     | Fuji-Servetto     | + 11'27" |
|             |                    |                   |          |
| 20          | Kevin De Weert     | Quick·Step        | + 24'00" |

### Nevenklassementen
| Puntenklassement |                    |                  |        |
| Plaats           | Naam               | Ploeg            | Punten |
| Groene trui      | André Greipel      | Team Columbia    | 150    |
| 2                | Alejandro Valverde | Caisse d'Epargne | 111    |
| 3                | Daniele Bennati    | Liquigas         | 101    |
|                  |                    |                  |        |
| 8                | Robert Gesink      | Rabobank         | 68     |
| 11               | Jürgen Roelandts   | Silence-Lotto    | 55     |

| Bergklassement |                    |                   |        |
| Plaats         | Naam               | Ploeg             | Punten |
| Rode trui      | David Moncoutié    | Cofidis           | 186    |
| 2              | David De La Fuente | Fuji-Servetto     | 99     |
| 3              | Julián Sánchez     | Contentpolis-Ampo | 73     |
|                |                    |                   |        |
| 6              | Pieter Weening     | Rabobank          | 60     |
| 46             | Francis De Greef   | Silence-Lotto     | 7      |

| Combinatieklassement |                    |                   |        |
| Plaats               | Naam               | Ploeg             | Punten |
| Witte trui           | Alejandro Valverde | Caisse d'Epargne  | 7      |
| 2                    | Samuel Sánchez     | Euskaltel-Euskadi | 17     |
| 3                    | Ezequiel Mosquera  | Xacobeo-Galicia   | 17     |

| Ploegenklassement |                  |            |
| Plaats            | Ploeg            | Tijd       |
| 1                 | Xacobeo-Galicia  | 261u57'19" |
| 2                 | Caisse d'Epargne | + 23'43"   |
| 3                 | Astana           | + 31'39"   |

1e etappe ·
2e etappe ·
3e etappe ·
4e etappe ·
5e etappe ·
6e etappe ·
7e etappe ·
8e etappe ·
9e etappe ·
10e etappe ·
11e etappe ·
12e etappe ·
13e etappe ·
14e etappe ·
15e etappe ·
16e etappe ·
17e etappe ·
18e etappe ·
19e etappe ·
20e etappe ·
21e etappe
Startlijst · Eindstanden · Afbeeldingen
 winnaars · rode trui · 
 puntenklassement · 
 bergklassement · 
 combinatieklassement · 
 jongerenklassement · 
 ploegenklassement · 
 strijdlust

 Belgische leiderstruidragers · etappewinnaars

 Nederlandse leiderstruidragers · etappewinnaars
1935 · 1936 · 1937 · 1938 · 1939 · 1940 · 1941 · 1942 · 1943 · 1944 · 1945 · 1946 · 1947 · 1948 · 1949 · 1950 · 1951 · 1952 · 1953 · 1954 · 1955 · 1956 · 1957 · 1958 · 1959 · 1960 · 1961 · 1962 · 1963 · 1964 · 1965 · 1966 · 1967 · 1968 · 1969 · 1970 · 1971 · 1972 · 1973 · 1974 · 1975 · 1976 · 1977 · 1978 · 1979 · 1980 · 1981 · 1982 · 1983 · 1984 · 1985 · 1986 · 1987 · 1988 · 1989 · 1990 · 1991 · 1992 · 1993 · 1994 · 1995 · 1996 · 1997 · 1998 · 1999 · 2000 · 2001 · 2002 · 2003 · 2004 · 2005 · 2006 · 2007 · 2008 · 2009 · 2010 · 2011 · 2012 · 2013 · 2014 · 2015 · 2016 · 2017 · 2018 · 2019 · 2020 · 2021 · 2022 · 2023 · 2024 · 2025